# W imieniu diabła
W imieniu diabła – polski film dramatyczny z 2011 roku w reżyserii Barbary Sass. Zdjęcia do filmu kręcono w Ornecie i w Krośnie koło Ornety.
Film był inspirowany historią konfliktu w domu zakonnym w Kazimierzu Dolnym.

## Obsada
- Katarzyna Zawadzka − jako Anna
- Anna Radwan − jako Matka Przełożona
- Marian Dziędziel − jako ksiądz Stefan
- Mariusz Bonaszewski − jako ojciec Franciszek
- Roma Gąsiorowska − jako Michalina
- Elżbieta Karkoszka − jako siostra Zofia
- Marzena Trybała − jako siostra Barbara
- Agnieszka Żulewska − jako Łucja
- Marieta Żukowska − jako Marta
- Ewa Audykowska-Wiśniewska − jako Katarzyna
- Aleksandra Gintrowska − jako Monika
- Bartłomiej Topa − jako zakrystian
- Michał Wiano − jako Józek, syn zakrystiana
- Piotr Grabowski − jako policjant

i inni